# 原天津海关旧址
原天津海关旧址是该建筑始建于1862年，坐落于当时的天津法租界的圣路易路（Rue Saint Louis）（今和平区营口道2-4号），目前是天津市和平区文物保护单位和重点保护等级历史风貌建筑。现为海关总署驻天津特派员办事处、中国海关学会天津分会和天津报关协会的联合办公地点。

## 历史
1860年，英法联军发动了第二次鸦片战争并攻克天津，清政府被迫签订《北京条约》使天津辟为对外通商口岸，1861年3月23日（清咸丰十一年二月十二日），天津成立津海关。1869年，津海关迁至天津法租界现址办公，时称紫竹林新关直隶总督李鸿章曾为天津海关题写“津海新关”匾额。之后该建筑历经三次大规模扩建，2013年整修前的建筑为1920年代扩建的结果。1976年，唐山大地震使该建筑局部被损，后进行了抢救性加固至今。

## 建筑风格
原天津海关旧址坐落于和平区营口道。占地面积约2400平方米，建筑面积约4200平方米。为二层混合结构楼房。建筑转角处设有高耸的竖向标志物和主入口。

## 现状
该建筑与2013年进行整修，整修以仿古风格进行，